# 해적당 (스웨덴)
해적당(스웨덴어: Piratpartiet)은 2006년 1월 1일에 창당한 스웨덴의 정당이자 해적당이다. 이 정당은 시민권과 자유권, 그리고 정보의 자유와 개인정보보호를 주장하고 있다. 그 외에 해적당은 스웨덴 저작권법의 개혁과 특허법의 철폐를 주장하고 있으며, 이를 위해 필요한 경우 세계무역기구와 맺은 조약의 일부를 해지해야 한다고 주장하고 있다. 이들이 주요 동원 대상은 인터넷 사용자, 특히 P2P 사용자와 대학생들이다. 당 창당을 주도한 팔크 빙에(Rickard Falkvinge)가 2006년부터 2011년 1월 1일까지 당대표를 역임했고, 트로베리가 뒤를 있고 있다.
스웨덴 해적당을 모델로 여러나라에서 해적당이 창당되었으며, 이들은 국제조직 해적당 인터내셔널에 소속되어 협력있다. 2010년에는 스웨덴 해적당 청년조직을 기반으로 신흥종교 코피미즘 전도 교회가 창시되기도 했다.

## 역사

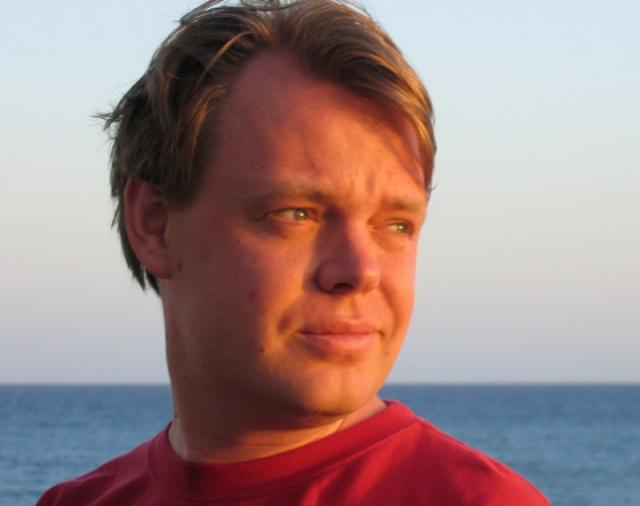
리카르트 팔크빙에, 창당자 및 당대표(2006-2011)

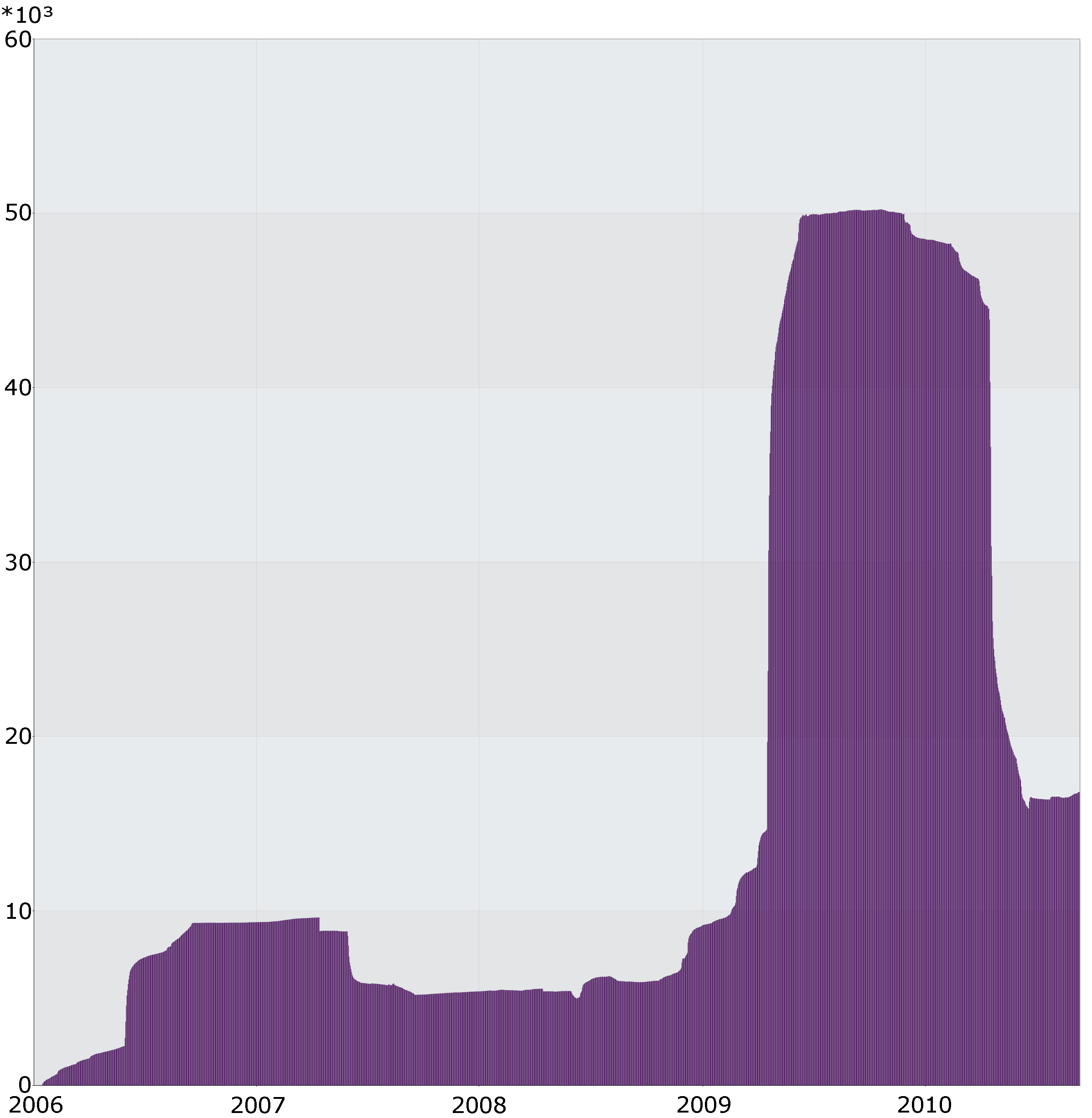
당원수 변동 (2006-2011)

해적당은 2006년 1월 1일 웹페이지를 개설을 통해 창당했다. 해적당의 창당 과정에 대해 6단계로 나눠 웹페이지에 소개하고 있다. 첫째 단계는 2006년 선거 참여를 위해 유권자의 2000명의 지지서명을 받은 시기다. 당은 이 서명을 2월 4일(마감 시한은 2월 28일) 스웨덴 선관위에 제출했고, 이로써 2006년 스웨덴 총선에 참여할 수 있게 됐다.
둘째에서 다섯째 단계는 각각 선거관리위원회 등록과 의원후보 공천, 투표용지 인쇄를 위한 모금, 선거운동 조직 준비이다. 선거운동 조직 준비단계에는 인구 5만이 넘은 시군(2006년 당시 43개)의 지역선거조직을 꾸리는 것도 포함되었다. 이 단계에서 1백만SEK를 목표한 모금도 함께 시작했다.
여섯째 단계는 바로 선거였다. 해적당은 스웨덴 내에 파일 공유자들을 8십만에서 1백1십만으로 보고, 그 중 최소한 22만 5천 명 정도(스웨덴 유권자의 4%)는 해적당에 투표해 스웨덴 의회에 진출할 수 있을 것이라고 주장했다. 하지만 2006년 9월 17일 실시된 스웨덴 의회 선거에서 34,918표(0.63%)를 득표해 의석확보에 실패했다.
2009년 4월 1일 개정된 유럽연합의 지적 재산권 강화지침의 일환으로 파일공유와 저작권 위반에 대한 처벌을 강화하면서 이에 반발로 해적당 당원수가 급증했다. 2009년 4월 17일 빗토렌트 포털인 파이러트베이에 대한 판결이후 해적당은 또 다시 지지자와 당원이 급증했다. 판결전 당원수가 1만5천여명이던 것이 판결이후에는 4만여명으로 늘어났다. 이때 가입한 당원들은 1년이 지난후 당원자격을 연장하지 않아 2010년 4월에는 2만5천을 줄어들었다가, 2010년 6월 중순에는 1만6천여명으로 다시 감소했다.
2009년 해적당은 유럽의회 선거에서 7.1% 득표해 엥스트룀을 유럽의회 의원으로 당선시킨다. 엥스트룀은 녹색당/유럽 자유동맹 교섭단체에 속해 활동하고 있다. 리스본 조약이 비준을 받음에 따라 2009년 12월 스웨덴에 할당된 유럽의회 의석이 18석에서 20석으로 늘어나면서 22세의 안데르스도터가 추가로 유럽의원이 된다.

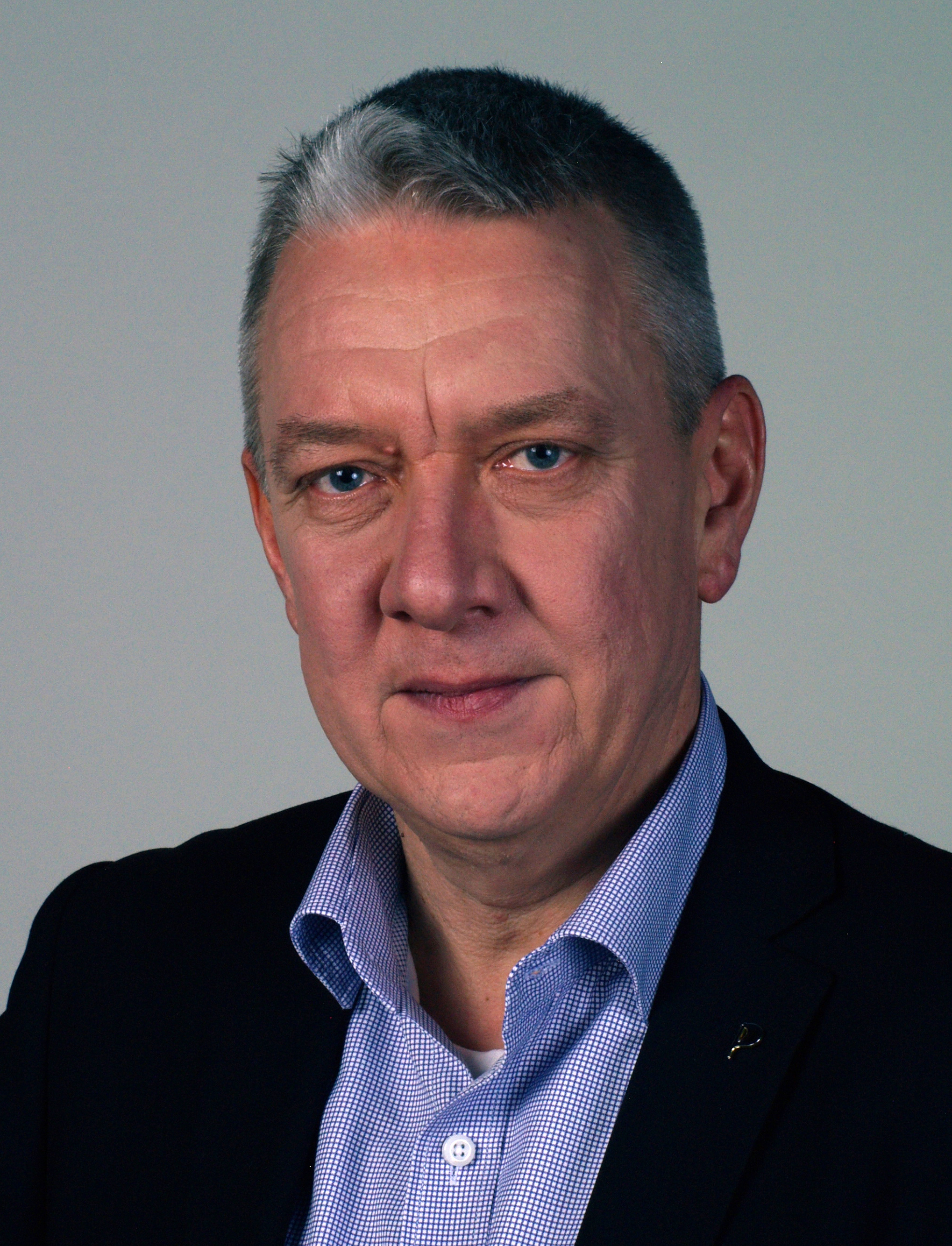
크리스티안 앵스트룀
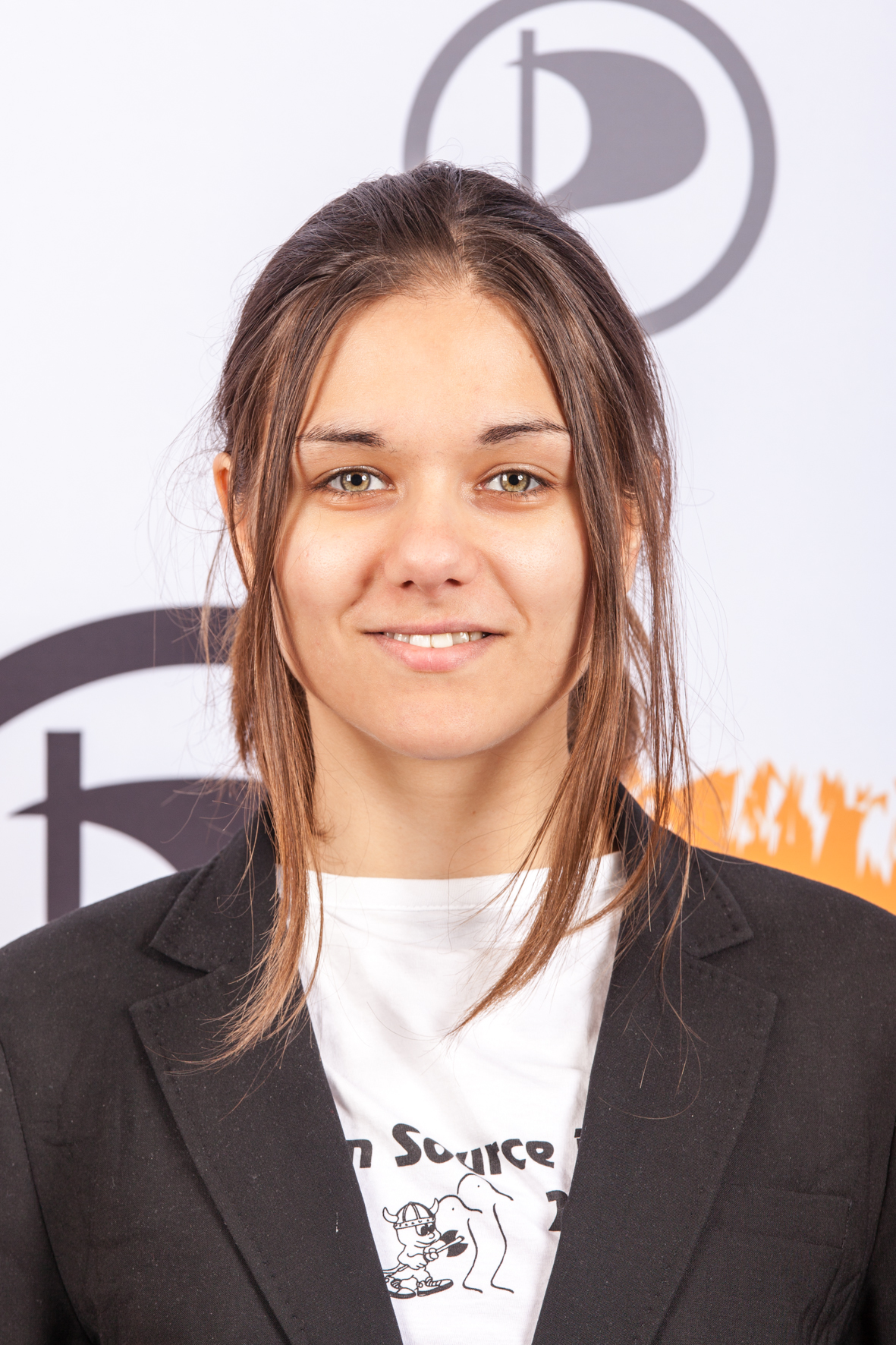
아멜리아 안데르스도터

2010년 스웨덴 의회 선거에서는 38,491표(0.65%) 득표하는데 그쳐 의회진출에 실패한다.

## 정책
해적당은 원칙 선언 버전 3.2를 통해 자신들의 정책적 입장을 밝히고 있다. 그 내용은 다음과 같다.
- 총론: 다양성과 개방성을 특징으로하는 새롭게 등장하는 정보화 사회를 풍요롭게 하기 위해 전지구적 법률의 변화가 필요하다. 이를 위해 시민과 그들의 프라이버시 존중, 그리고 저작권과 특허권의 개혁을 요구한다.
- 저작권: "오늘날 저작권 체제는 균형을 잃고 있다." 그래서 저작권 법은 저작물의 상업적 이용에만 적용해야 한다.
- 특허권: "사유화된 독점은 우리 사회 최대의 적 중 하나다." 그래서 특허권을 축소하고, 점진적으로 폐지해야 한다. 의약품 특허를 고려했을 때, 해적당은 정부가 연구개발 지원을 늘릴 것을 주장한다.
- 개인의 사생활: "시민의 권리와 사생활을 침해하려는 모든 시도는 재검토되어야 하며, 강력한 저항을 부딪힐 것이다." 오늘날의 반테러법은 법적 절차를 무시하고, 위험은 억압을 위한 도구가 되고 있다.

해적당은 강력한 운동의 단결을 위해 이 원칙과 관련되지 않은 다른 정치적 이슈에 대해서는 입장을 밝히지 않는다고 명시하고 있다.

## 정치적 영향

### 스웨덴 정치
해적당의 영향으로 2006년 총선을 1주일도 남기지 않았을 때 녹색당은 저작권 정책을 바꿨다. 그리고 온건당과 좌파당의 총리후보도 인터넷 다운로드에 대한 입장을 변경했다. 이들은 공개적으로 젊은이들의 파일공유가 합법화되어야 한다고 밝히기까지 했다. 몇몇 영향력있는 전문가들은 이런 변화는 해적당과 해적당의 인기상승에 기인하는 바가 크다고 분석했다.
그외에 스웨덴 법무부 장관인 보드스트룀은 6월 9일 저작권이 있는 파일의 다운로드를 불법으로 규정한 2005년 법의 개정에 대해 협상의 여지가 있다고 밝혔다. 하지만 후에 기존 입장 변경을 거부했다.
2006년 선거이후 이 이슈는 공적 논쟁에서 멀어졌다. 2008년 1월 집권 온건당 소속 7명의 의원들이 스웨덴 타블로이드 판 신문에 파일공유를 합법화하자는 내용의 글을 발표하기도 했다. 이들 의원은 이 글에서 "비상업적 파일공유를 합법화하고, 시장이 적응하도록 하는 것은 최선책은 아니다. 그러나 인터넷에서 시민들이 하는 일을 더 광범위하게 통제하려는 것이 아니라면 유일한 해결책이다."라고 기술한 바 있다.

### 국제적 영향
전 세계적으로 스웨덴 해적당에 영감을 받아 시작한 해적당이 33개나 활동하고 있다. 이 정당들은 해적당 인터내셔널을 통해 상호 협력하고 있다.
독일 해적당의 경우 2009년 8월 뮌스터와 아헨 시의회 선거에서 의석을 획득하기도 했다. 2009년 연방의회 선거에서 정당명부 투표의 2.0%를 얻어 최대 원외정당이 되었다.

### 자유 소프트웨어
자유 소프트웨어 운동의 중심 인물인 리처드 스톨먼은 해적당이 목표로 하는 저작권 기간의 5년으로 감축이 자유 소프트웨어 운동을 위협할 것이라고 밝힌 바 있다. 주로 GPL같은 많은 자유 소프트웨어 허가서는 장기적인 저작권에 기반하고 있다. 스톨만은 저작권 기간을 5년으로 줄이면 사유 소프웨어 회사가 저작권이 만료된 자유 소프트웨어를 그들의 사유 소프트웨어에 사용할 것이라 주장했다. 사유 소프트웨어는 저작권에 부과된 EULA를 통해 제약되고, 소스 코드도 공개하지 않아, 자유 소프트웨어 개발자가 저작권이 만료된 사유 소프트웨어를 사용할 수 없다는 것이다. 스톨만은 새 저작권법 아래에서는 사유 소프트웨어가 발표될 때, 소스 코드를 저장소에 보관하고, 저작권이 만료되면 자동적으로 공개하도록 할 것을 제안했다.

## 역대 총선거 결과

### 스웨덴의회 선거
| 연도   | 득표수 | 득표율    | 의석 수 | 의석 수 변동 |
| ------ | ------ | --------- | ------- | ------------ |
| 2006년 | 34,918 | 0.6 (#10) | 0 / 349 |              |
| 2010년 | 38,491 | 0.7 (#9)  | 0 / 349 | 0            |
| 2014년 | 26,515 | 0.4 (#10) | 0 / 349 | 0            |

### 유럽의회 선거
| 연도   | 득표수  | 득표율     | 의석 수      | 의석 수 변동 |
| ------ | ------- | ---------- | ------------ | ------------ |
| 2009년 | 225,915 | 7.1 (#5)   | 1 / 182 / 20 | · 1          |
| 2014년 | 82,763  | 2.23 (#10) | 0 / 20       | 2            |

## 같이 보기
- 아멜리아 안데르스도테르
- 코피미즘
- 파이러트 베이
- 해적당 인터내셔널